# Palazzo dei Priori (Montelupone)
Il Palazzo dei Priori, o Palazzetto del Podestà, è uno storico edificio della città di Montelupone nelle Marche. 

## Storia
Il palazzo risale al XIV secolo, mentre la Torre civica, che si trova a fianco, è del secolo successivo. Tra il XIX e XX secolo, il palazzo è stato oggetto di numerosi restauri, sia per riportarlo alla sua forma originaria, sia per evitare l'avanzamento dello stato di degradazione.  
Attualmente ospita la sede della Pinacoteca civica di Montelupone.

## Descrizione
Il palazzo, che si affaccia sulla piazza del Comune, mostra l'influenza lombarda dalla sua forma rettangolare. Si presenta come un edificio articolato su due livelli. La facciata è caratterizzata da un loggiato a cinque archi, cui corrispondono al primo piano altrettante bifore ogivali. Delle cornici a scudo, originariamente destinate ad alloggiare gli stemmi del podestà o dei maggiorenti cittadini, ornano lo spazio tra le finestre e il loggiato
La facciata e le decorazioni sono in laterizio, come d'uso nel maceratese.   
Sul fianco dell'edificio si erge la Torre Civica, caratterizzata da una merlatura ghibellina, sorretta da grandi mensoloni. Sulla facciata si possono notare un antico stemma della città e un orologio con all'interno un grande campanone in bronzo fuso.